# Deutsches Tabak- und Zigarrenmuseum

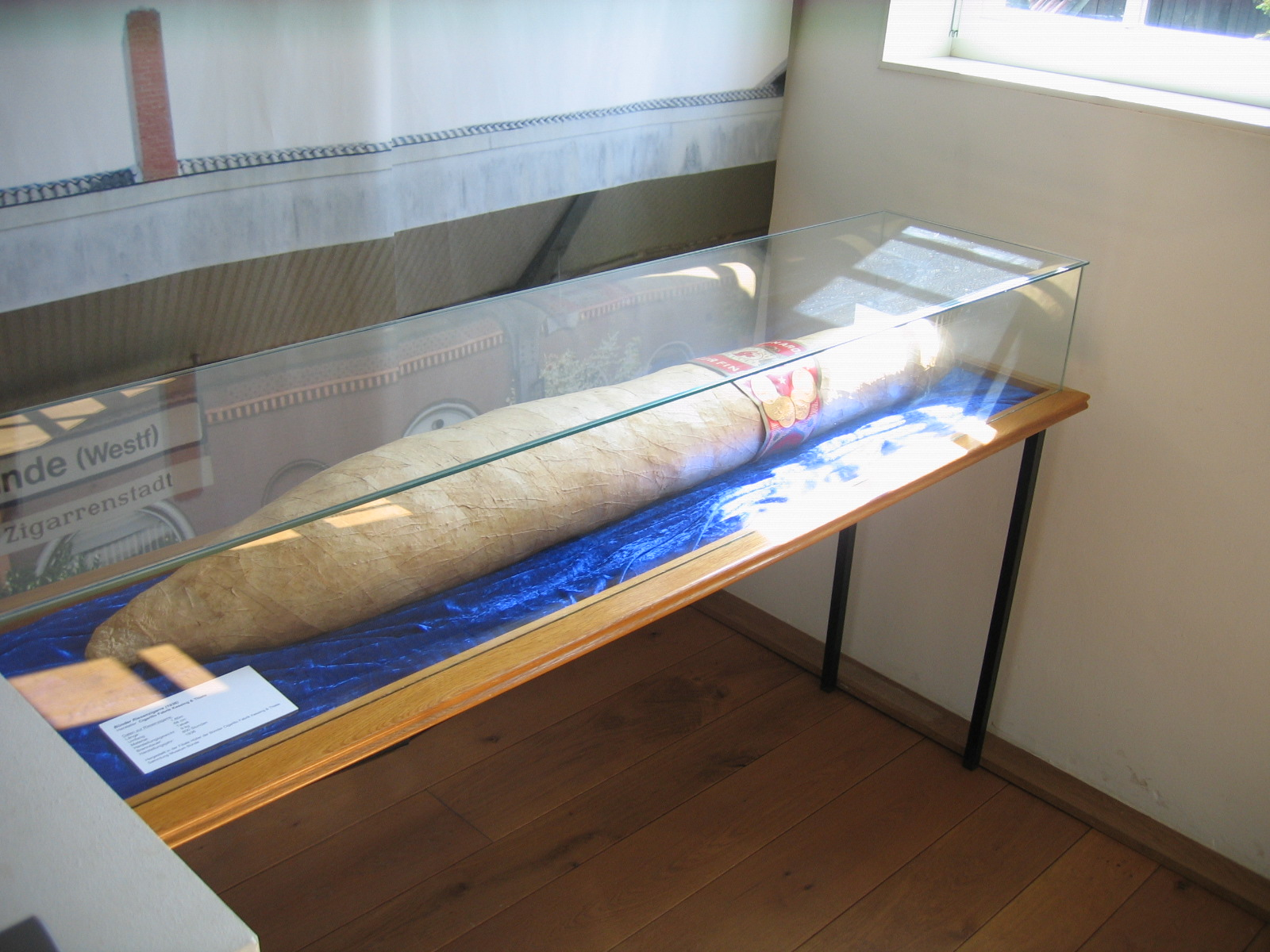
Die 1936 gefertigte, angeblich größte Zigarre der Welt ist eines der beliebtesten Fotomotive des Museums

Das Deutsche Tabak- und Zigarrenmuseum ist ein Museum in der ostwestfälischen Stadt Bünde im Kreis Herford. Gezeigt werden die Erzeugnisse und Produktionsverfahren der Tabakindustrie. Es ist Teilbereich des Museums Bünde.

## Ausstellung
Die Tabakfabrikation geht auf das Jahr 1843 zurück, in dem der Zigarrenmacher Tönnies Wellensiek seine Manufaktur eröffnete und dem viele Nachahmer folgten. Bünde entwickelte sich zum Zentrum der deutschen Tabakindustrie. Um 1900 gab es über 100 Fabriken in diesem Sektor alleine in der Stadt Bünde. Auch im Umland war die Herstellung von Zigarren und Zigaretten der dominierende Erwerbszweig. Das Museum zeigt daher auch ein Stück Heimatgeschichte. Noch heute kommt jede dritte Zigarre, die in Deutschland geraucht wird, aus Bünde. Ursprünglich gab es drei Abteilungen: eine kulturgeschichtliche, eine wirtschaftsgeschichtliche und eine heimatgeschichtliche Abteilung. Gezeigt wird u. a. exemplarisch der Herstellungsprozess einer Zigarre und die Lebens- und Arbeitsbedingungen der protoindustrialistisch organisierten Arbeiterschaft jener Zeit. Daneben umfasst die Sammlung Maschinen und Geräte der Tabakherstellung, Marketingartikel der Hochzeit des Tabakkonsums sowie eine Vielzahl von Pfeifen, Zigaretten- und Zigarrenverpackungen und Tabakwaren.
Exponate wurden von vielen ortsansässigen Zigarrenfabriken bereitgestellt. Weitere Exponate (Tabakpfeifen) stammen von berühmten Rauchern, wie dem Seeteufel Graf Luckner oder dem Schriftsteller Hermann Löns. Die angeblich größte Zigarre der Welt (Länge: 1,60 m; Brenndauer: 600 Stunden) ist eine Attraktion des Museums.

## Geschichte
Am 9. Mai 1937 wurde das Museum in Trägerschaft des Landkreises eingeweiht. Zeitgleich entstanden das Kreisheimatmuseum und das geologische Museum Dobergmuseum, die sich zunächst den Striedieckschen Hof – bis heute Standort des Tabakmuseums – teilten. Durch den Ankauf des Dammhauses, des Hurlbrinkschen Hauses und deren Aufbau neben dem Striedieckschen Hof sowie der Einbeziehung eines Spikers konnte im Laufe der Zeit die Ausstellungsfläche deutlich vergrößert werden. 1999 zog das Dobergmuseum in einen Neubau. In den Jahren 2009 und 2010 wurde das Tabakmuseum von Grund auf renoviert. Am 30. Oktober 2010 wurde der Striediecksche Hof zusammen mit einer neuen Dauerausstellung des Deutschen Tabak- und Zigarrenmuseums feierlich wiedereröffnet.
Der damalige Bundespräsident Theodor Heuss und der ehemalige Bundeskanzler Ludwig Erhard, der für sein Zigarrenrauchen bekannt war, waren bekannte Besucher des Museums.

## Standort
Zusammen mit dem Kreisheimatmuseum ist das Tabak- und Zigarrenmuseum im Striedieckschen Hof untergebracht. Der Striediecksche Hof ist eines der ältesten Gebäude in Bünde. Der Fachwerkhof wurde im Jahre 1828 errichtet und nach einer ursprünglichen landwirtschaftlichen Nutzung nach 1870 teilweise zu einer Zigarrenfabrik umgebaut. Anfang der 1930er Jahre erwarb die Stadt Bünde die Gebäude. Zusammen mit dem Dobergmuseum - Geologisches Museum OWL, das einen Neubau direkt neben dem Striedieckschen Hof bezog, bilden diese Museumsgebäude die Museumsinsel und das Museum Bünde. Zu diesem Ensemble zählen weitere kleinere historische Gebäude aus der Region, u. a. zwei Fachwerkkotten.